# Szalagos ölyv
A szalagos ölyv (Buteo albonotatus) a madarak osztályának vágómadár-alakúak (Accipitriformes) rendjébe, ezen belül a vágómadárfélék (Accipitridae) családjába tartozó faj.

## Rendszerezése
A fajt Johann Jakob Kaup német ornitológus írta le 1847-ben.

## Előfordulása
Észak-Amerika déli része, Közép-Amerikában és Dél-Amerika nagy részén honos. Természetes élőhelyei a szubtrópusi vagy trópusi cserjések, síkvidéki és hegyi esőerdők, valamint legelők. Vonuló faj.

## Megjelenése
A testhossza 56 centiméter, szárnyfesztávolsága 117-140 centiméter, testtömege 610-937 gramm.
|  |

## Életmódja
Madarakra és emlősökre vadászik.

## Természetvédelmi helyzete
Az elterjedési területe rendkívül nagy, egyedszám nagy és stabil. A Természetvédelmi Világszövetség Vörös listáján nem fenyegetett fajként szerepel.